# カーラ・コンウェイ
カーラ・コンウェイ（Karla Conway、1946年7月5日 - ）は、アメリカ合衆国のモデル・画家のカーラ・ジョー・ムサッチア (Karla Jo Musacchia)が米PLAYBOY誌1966年4月号にプレイメイト・オブ・ザ・マンスとして出演した際に使用した名前。彼女のセンターフォールド（中央見開き折込ページ）は、ポール・モートン・スミス (Paul Morton Smith) とR・チャールトン・ウィルソン (R. Charleton Wilson) によって撮影された。
4フィート11インチ（約150cm）の身長は、PLAYBOY史上1965年4月号のスー・ウィリアムズと並んで最も低い。

## 来歴
カーラはカリフォルニア州マリブで育ち、サーフィンに熱中した。彼女は詩人のジョン・ウッドジャック (Jon Woodjack)と結婚し、マリブを一望できる丘陵でパトリック、スーザン・ファロー (Patrick & Susan Farrow)と一緒に暮らした。1965年、彼女はザ・ホンデルスの「Let Me Take You On A Sea Cruise」のプロモーションにダンサーとして出演した。
1967年1月25日、ロンドンに住んでいる時にカーラは男の子を生み、アーロンと名づけた。彼女は、1967年の映画『火の玉レーサー (Fireball 500)』に出演するため、カリフォルニアに戻った。その後、彼女はコロラド州アスペンに移り、当地のプレイボーイクラブでバニーガールとして働いた。また彼女はロサンゼルス、ジャマイカ、デンバーのクラブでも働いた。
1968年、彼女はルネッサンス・プレジャー・フェア（ルネッサンス期の昔に戻った気分で盛り上がろうといった趣旨のお祭り）に随行する旅を開始した。彼女は2年間これを続けた後、父親が開業したレストランを手伝うため、メキシコのプエルトバヤルタに移住した。その後彼女は中央アメリカで数年を過ごし、最終的に1978年にハワイに落ちつき、安住の地とした。
彼女は画家となり、サチ (Sachi) という名前を使い始めた。1999年にマーガレット・オリヴィア・ウォルフソン (Margaret Olivia Wolfson) の本『Turtle Songs: A Tale for Mothers and Daughters』(ISBN 978-1885223951) の挿絵を描いている。